# 루마니아 공주 마리아 (1964년)
루마니아 공주 마리아(Princess Maria of Romania, 1964년 7월 13일 ~ )는 미하이 1세와 루마니아의 안 사이에서 태어난 다섯 번째이자 막내딸이다.
마리아는 2015년부터 루마니아에 거주하면서 루마니아 왕실을 대표하여 공적인 역할을 수행하였다.